# NGC 3885
NGC 3885 ist eine linsenförmige Galaxie vom Hubble-Typ SB0-a im Sternbild Wasserschlange. Sie ist schätzungsweise 79 Millionen Lichtjahre von der Milchstraße entfernt.
Das Objekt wurde am 10. März 1790 von William Herschel entdeckt.